# アグネス・フォン・ブランデンブルク (1584-1629)
アグネス・フォン・ブランデンブルク（Agnes von Brandenburg, 1584年7月17日 - 1629年3月26日）は、ポンメルン＝ヴォルガスト公フィリップ・ユリウスの妃、のちフランツ・カール・フォン・ザクセン＝ラウエンブルクと再婚した。

## 生涯
アグネスは、ブランデンブルク選帝侯ヨハン・ゲオルク（1525年 - 1598年）とアンハルト侯ヨアヒム・エルンストの娘エリーザベト・フォン・アンハルト（1563年 - 1607年）との間に生まれた。
1604年6月25日、ベルリンにおいてポンメルン＝ヴォルガスト公フィリップ・ユリウス（1584年 - 1625年）と結婚した。2人はウォルガスト城に居を構えた。リューゲン島のウダルスにあった農場は、アグネスにちなんで「アグニセンホフ」と名付けられた。1615年、アグネスは夫の要請でフランツブルクの造幣局の資金調達に参加した。フィリップ・ユリウスの死後、アグネスは自らに寡婦財産として与えられていたバルトに住んでいた。夫の顧問であったダブスラフ・クリストフ・フォン・アイクシュテット・アウフ・ローテンクレンペノフがアグネスの枢密顧問兼護衛隊長を務めた。
1628年9月9日にバルト城で、帝国陸軍の将軍であった10歳年下のフランツ・カール・フォン・ザクセン＝ラウエンブルク（1594年 - 1660年）と再婚した。この2度目の結婚で、アグネスはバルトに対する権利を失った。しかしフランツ・カールはヴァレンシュタインを説得し、ポンメルン公ボギスラフ14世にアグネスが生涯バルトを保持することを許可することを余儀なくさせた。
2度の結婚で子供は生まれなかった。